# Ravachol

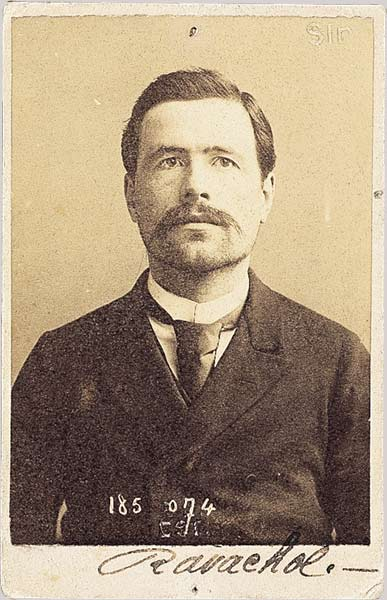
Ravachol, Polizeifoto von Alphonse Bertillon

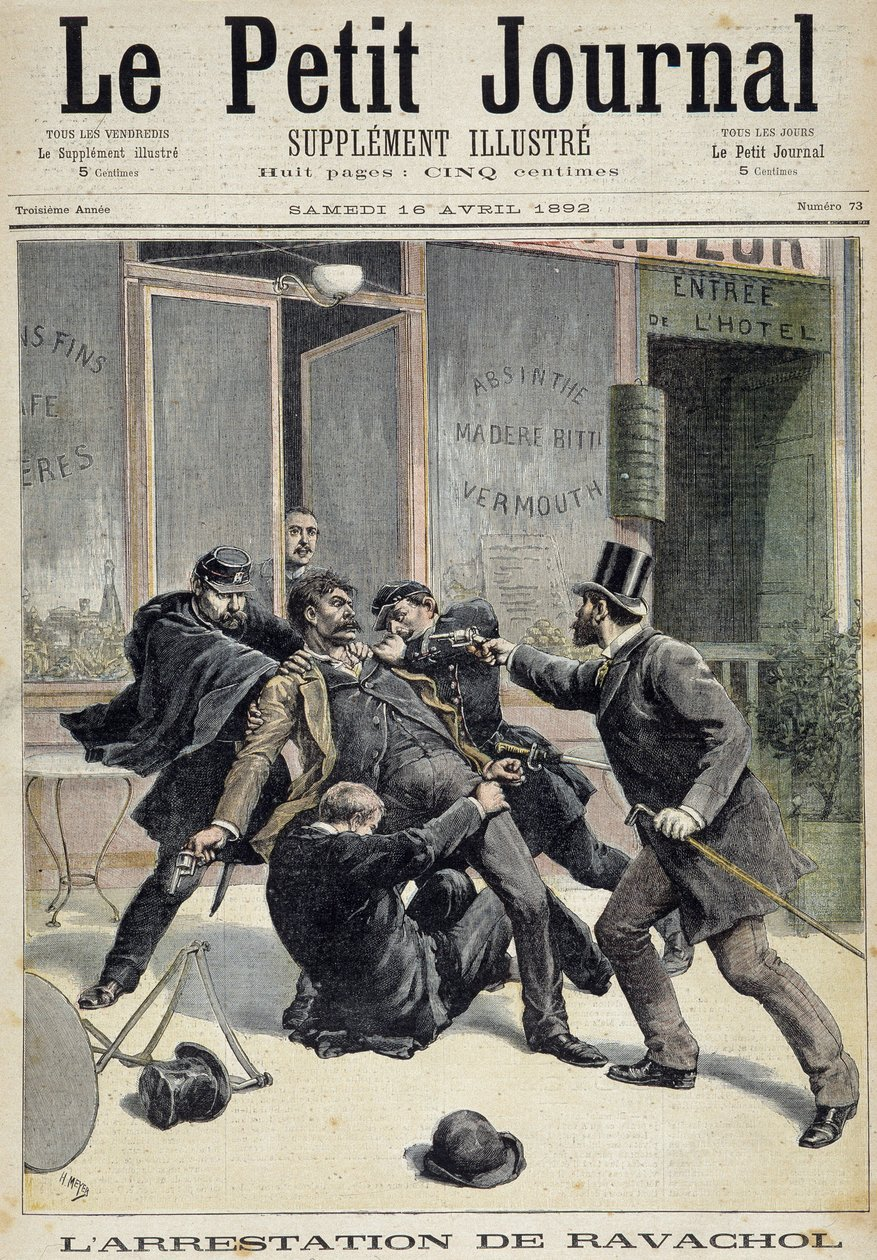
Ravachols Verhaftung, Titelillustration der Zeitung Le Petit Journal vom 16. April 1892

Ravachol (eigentlich: François Claudius Koenigstein; geboren am 14. Oktober 1859 in Saint-Chamond, Département Loire; gestorben am 11. Juli 1892 in Montbrison, Département Loire) war ein französischer Anarchist.

## Leben
Ravachol wurde als Sohn des niederländischen Arbeiters Jean Adam Koenigstein (* 21. Februar 1833 in Heerlen) und der Französin Marie Ravachol in Saint-Chamond in der Nähe von Saint-Étienne im Osten Frankreichs geboren. Er trug den Namen seiner Mutter, da sein Vater ihn zunächst nicht anerkannte. Harte Arbeit von Kindesbeinen an und das Leben in einer Gesellschaft mit großen sozialen Unterschieden prägten seine politische Einstellung bereits früh und machten aus ihm einen überzeugten Atheisten und Sozialisten. Später schloss er sich der anarchistischen Bewegung an. Es wird berichtet, er habe zeitweilig ein Leben  als Fälscher und Schmuggler gefristet. 1891 wurde er verhaftet und des Mordes an einem Einsiedler angeklagt. Er bestritt die Tat, bekannte jedoch einige Diebstähle und Grabräubereien. 1892 konnte er fliehen.
Am 1. Mai 1891 hatte das Militär während der Maikundgebung im nordfranzösischen Fourmies in die Menge geschossen, wodurch neun Menschen getötet und über dreißig verwundet worden waren. Am selben Tag war die Polizei in Clichy gegen sechs demonstrierende Anarchisten vorgegangen, die sich mit Waffengewalt verteidigt hatten. Sie waren dafür zu hohen Haftstrafen und Zwangsarbeit verurteilt worden. Als Racheakt legte Ravachol am 11. März 1892 eine Bombe im Haus des vorsitzenden Richters von Clichy und am 27. März im Haus des Staatsanwalts. Noch im selben Monat verübte er einen weiteren Bombenanschlag in der Lobau-Kaserne in Paris, wo die Einheit stationiert war, die für das Massaker von Fourmies verantwortlich war. Bei den drei Attentaten entstand hoher Sachschaden.
Ravachol wurde in einem Restaurant verhaftet, wo er einem Ober aufgefallen war. Am Vorabend der Verhandlung gegen ihn, die am 26. April begann, wurde der Restaurantbesitzer getötet, als dort ebenfalls eine Bombe detonierte. Dies war der Auftakt zu einem längerwährenden Kleinkrieg zwischen den Anarchisten und der Regierung. Das erste Urteil gegen Ravachol lautete lebenslange Zwangsarbeit. Kurze Zeit darauf erschien der vielbeachtete Artikel von Octave Mirbeau über Ravachol in der von Zo d’Axa herausgegebenen anarchistischen Wochenschrift L’En Dehors Nr. 52 vom 1. Mai 1892.
1890 war Ravachol wegen eines Diebstahls verhaftet worden. Bei dieser Gelegenheit war er nach dem von Alphonse Bertillon entwickelten Verfahren erkennungsdienstlich erfasst worden. Aufgrund dieses „anthropometrischen Signalements“ konnte im Juli 1892 seine Identität festgestellt werden. Seine Identifizierung brachte den internationalen Durchbruch für das als Bertillonage bezeichnete erkennungsdienstliche Verfahren.
Ravachol wurde an seinen Heimatbezirk Montbrison ausgeliefert, wo die frühere Mordanklage verhandelt wurde. Das Urteil lautete Tod durch die Guillotine. Als es verkündet wurde, soll er ausgerufen haben: „Vive l’anarchie!“ Ravachol wurde in Montbrison von Scharfrichter Louis Deibler enthauptet und dort begraben.

## Zitat
Während seines Prozesses soll er folgendes gesagt haben:

„Es ist die Gesellschaft, die Verbrecher hervorbringt. Anstatt auf sie einzuschlagen, solltet ihr Geschworene eure Intelligenz und eure Kräfte lieber dazu verwenden, die Gesellschaft zu verändern. Mit einem Streich würdet ihr so alle Verbrechen abschaffen. Und weil ihr die Ursachen bekämpft habt, werden eure Taten viel größer und fruchtbarer sein als eure heutige Justiz, die sich dazu erniedrigt, die Folgen zu bestrafen.“

## Bedeutung
Ravachol ist das Stereotyp des bombenlegenden Anarchisten, er steht für die sogenannte Propaganda der Tat. Er war so populär, dass man ein Lied La Ravachole zu seiner Erinnerung schrieb. Es soll im Französischen sogar das Verb „ravacholiser“ gebräuchlich gewesen sein für „eine Bombe legen“ oder „einen Bombenanschlag verüben“.